# Vingt-quatrième circonscription de Paris de 1958 à 1986
De 1958 à 1986, la vingt-quatrième circonscription législative de Paris recouvrait deux quartiers du 17e arrondissement de la capitale : une petite partie du quartier des Batignolles (à l'est des rues Nollet et Darcet) et le quartier des Épinettes. Cette délimitation s'est appliquée aux sept premières législatures de la Cinquième République française. De 1958 à 1967, elle se confond avec la 24e circonscription de la Seine.

## Députés élus
| Législature | Début de mandat   | Fin de mandat     | Député élu          |  | Parti politique | Observations |
| ----------- | ----------------- | ----------------- | ------------------- |  | --------------- | --- |
| Ire         | 9 décembre 1958   | 24 septembre 1961 | François Missoffe   |  | UNR             | nommé au gouvernement le 24 août 1961                                                                                  |
| Ire         | 25 septembre 1961 | 9 octobre 1962    | Jean de Préaumont   |  | UNR             | suppléant de François Missoffe, nommé au gouvernement mandat écourté à la suite d'une dissolution du général de Gaulle |
| IIe         | 6 décembre 1962   | 6 janvier 1963    | François Missoffe   |  | UNR             | nommé au gouvernement le 6 décembre 1962                                                                               |
| IIe         | 7 janvier 1963    | 2 avril 1967      | Robert Trémollières |  | UNR             | suppléant de François Missoffe, nommé au gouvernement                                                                  |
| IIIe        | 3 avril 1967      | 7 mai 1967        | François Missoffe   |  | UD-Ve           | nommé au gouvernement le 7 avril 1967                                                                                  |
| IIIe        | 8 mai 1967        | 30 mai 1968       | André Roulland      |  | UD-Ve           | suppléant de François Missoffe, nommé au gouvernement mandat écourté à la suite d'une dissolution du général de Gaulle |
| IVe         | 11 juillet 1968   | 1er avril 1973    | François Missoffe   |  | UDR             | |
| Ve          | 2 avril 1973      | 26 juillet 1974   | François Missoffe   |  | UDR             | en mission de longue durée pour le gouvernement                                                                        |
| Ve          | 26 juillet 1974   | 1er mai 1977      | Hélène Missoffe     |  | UDR             | suppléante de François Missoffe, en mission de longue durée nommée au gouvernement le 1er mai 1977, non remplacée      |
| VIe         | 3 avril 1978      | 22 mai 1981       | Hélène Missoffe     |  | RPR             | mandat écourté à la suite d'une dissolution de François Mitterrand                                                     |
| VIIe        | 2 juillet 1981    | 1er avril 1986    | Hélène Missoffe     |  | RPR             | |

En 1985, le président de la République François Mitterrand changea le mode de scrutin des députés en établissant le scrutin proportionnel par département. Le nombre de députés du département de Paris fut ramené de 31 à 21 et les circonscriptions furent supprimées au profit du département.

## Évolution de la circonscription
En 1986, cette circonscription est intégrée, avec une partie de l'ancienne vingt-troisième circonscription et une partie de l'ancienne vingt-cinquième circonscription, à la nouvelle « seizième circonscription » et la partie est est intégrée à la nouvelle « dix-septième circonscription ».

### Élections de 1958
| Candidat       | Candidat              | Parti          | Premier tour | Premier tour | Second tour | Second tour |  |
| Candidat       | Candidat              | Parti          | Voix         | %            | Voix        | %           |  |
| -------------- | --------------------- | -------------- | ------------ | ------------ | ----------- | ----------- |  |
|                | Paul Faber            | CR             | 10 039       | 28,58        | 12 090      | 35,4        |  |
|                | François Missoffe élu | UNR            | 9 423        | 26,83        | 14 044      | 41,12       |  |
|                | Léon Treins           | PCF            | 7 244        | 20,63        | 8 016       | 23,47       |  |
|                | Jacques Larché        | Radsoc         | 3 804        | 10,83        | Retrait     | Retrait     |  |
|                | Maurice Weill         | SFIO           | 3 697        | 10,53        | Retrait     | Retrait     |  |
|                | Georges Toutain       | Divers         | 914          | 2,6          |             |             |  |
|                |                       |                |              |              |             |             |  |
| Inscrits       | Inscrits              | Inscrits       | 47 499       | 100,00       | 47 494      | 100,00      |  |
| Abstentions    | Abstentions           | Abstentions    | 11 551       | 24,32        | 12 626      | 26,58       |  |
| Votants        | Votants               | Votants        | 35 948       | 75,68        | 34 868      | 73,42       |  |
| Blancs et nuls | Blancs et nuls        | Blancs et nuls | 827          | 2,3          | 718         | 2,06        |  |
| Exprimés       | Exprimés              | Exprimés       | 35 121       | 97,7         | 34 150      | 97,94       |  |

Jean de Préaumont était le suppléant de François Missoffe. Il le remplaça du 26 septembre 1961 au 9 octobre 1962 quand François Missoffe fut nommé membre du Gouvernement.

### Élections de 1962
| Candidat       | Candidat                        | Parti          | Premier tour | Premier tour | Second tour | Second tour |  |
| Candidat       | Candidat                        | Parti          | Voix         | %            | Voix        | %           |  |
| -------------- | ------------------------------- | -------------- | ------------ | ------------ | ----------- | ----------- |  |
|                | François Missoffe sortant réélu | UNR-UDT        | 14 269       | 49,49        | 17 163      | 62,71       |  |
|                | Léon Treins                     | PCF            | 7 067        | 24,51        | 10 205      | 37,29       |  |
|                | Pascal Arrighi                  | CNIP           | 3 631        | 12,59        | Retrait     | Retrait     |  |
|                | Maurice Weill                   | SFIO           | 3 298        | 11,44        | Retrait     | Retrait     |  |
|                | Georges Blais                   | UFF            | 567          | 1,97         |             |             |  |
|                |                                 |                |              |              |             |             |  |
| Inscrits       | Inscrits                        | Inscrits       | 43 815       | 100,00       | 43 815      | 100,00      |  |
| Abstentions    | Abstentions                     | Abstentions    | 14 256       | 32,54        | 14 542      | 33,19       |  |
| Votants        | Votants                         | Votants        | 29 559       | 67,46        | 29 273      | 66,81       |  |
| Blancs et nuls | Blancs et nuls                  | Blancs et nuls | 727          | 2,46         | 1 905       | 6,51        |  |
| Exprimés       | Exprimés                        | Exprimés       | 28 832       | 97,54        | 27 368      | 93,49       |  |

André Roulland était suppléant de François Missoffe. Il le remplaça quand François Missoffe fut nommé membre du gouvernement, du 30 novembre 1958 au 9 octobre 1962.

### Élections de 1967
| Candidat       | Candidat                        | Parti          | Premier tour | Premier tour | Second tour | Second tour |  |
| Candidat       | Candidat                        | Parti          | Voix         | %            | Voix        | %           |  |
| -------------- | ------------------------------- | -------------- | ------------ | ------------ | ----------- | ----------- |  |
|                | François Missoffe sortant réélu | UD-Ve          | 15 308       | 47,21        | 17 256      | 57,87       |  |
|                | Louis Régulier                  | PCF            | 7 505        | 23,15        | 12 560      | 42,13       |  |
|                | René Miffre                     | FGDS (SFIO)    | 3 537        | 10,91        |             |             |  |
|                | Bernard Guyomard                | CD (PDM)       | 3 403        | 10,5         |             |             |  |
|                | Pierre Nardin                   | PSU            | 1 822        | 5,62         |             |             |  |
|                | Ferdinand Ferrand               | Extrême droite | 643          | 1,98         |             |             |  |
|                | Maurice Bismuth, dit Lemaitre   | Divers         | 206          | 0,64         |             |             |  |
|                |                                 |                |              |              |             |             |  |
| Inscrits       | Inscrits                        | Inscrits       | 41 691       | 100,00       | 41 690      | 100,00      |  |
| Abstentions    | Abstentions                     | Abstentions    | 8 686        | 20,83        | 10 451      | 25,07       |  |
| Votants        | Votants                         | Votants        | 33 005       | 79,17        | 31 239      | 74,93       |  |
| Blancs et nuls | Blancs et nuls                  | Blancs et nuls | 581          | 1,76         | 1 423       | 4,56        |  |
| Exprimés       | Exprimés                        | Exprimés       | 32 424       | 98,24        | 29 816      | 95,44       |  |

André Roulland, professeur, membre du cabinet du Premier Ministre, était le suppléant de François Missoffe. Il le remplaça du 8 mai 1967 au 30 mai 1968 quand François Missoffe fut nommé membre du Gouvernement.

### Élections de 1968
| Candidat       | Candidat                        | Parti          | Premier tour | Premier tour | Second tour | Second tour |  |
| Candidat       | Candidat                        | Parti          | Voix         | %            | Voix        | %           |  |
| -------------- | ------------------------------- | -------------- | ------------ | ------------ | ----------- | ----------- |  |
|                | François Missoffe sortant réélu | UDR (URP)      | 13 931       | 47,11        | 14 792      | 53,03       |  |
|                | Louis Régulier                  | PCF            | 6 147        | 20,79        | 8 612       | 30,87       |  |
|                | Gérard Heuchon                  | CD (PDM)       | 4 177        | 14,13        | 4 491       | 16,1        |  |
|                | Jean Genest                     | FGDS (SFIO)    | 2 330        | 7,88         |             |             |  |
|                | Pierre Nardin                   | PSU            | 2 085        | 7,05         |             |             |  |
|                | Philippe Guilhaum               | TD             | 901          | 3,05         |             |             |  |
|                |                                 |                |              |              |             |             |  |
| Inscrits       | Inscrits                        | Inscrits       | 40 656       | 100,00       | 40 660      | 100,00      |  |
| Abstentions    | Abstentions                     | Abstentions    | 10 751       | 26,44        | 12 442      | 30,6        |  |
| Votants        | Votants                         | Votants        | 29 905       | 73,56        | 28 218      | 69,4        |  |
| Blancs et nuls | Blancs et nuls                  | Blancs et nuls | 334          | 1,12         | 323         | 1,14        |  |
| Exprimés       | Exprimés                        | Exprimés       | 29 571       | 98,88        | 27 895      | 98,86       |  |

Michel Missoffe, directeur des services économiques du Syndicat des éditeurs, était le suppléant de François Missoffe.

### Élections de 1973
| Candidat       | Candidat                        | Parti          | Premier tour | Premier tour | Second tour | Second tour |  |
| Candidat       | Candidat                        | Parti          | Voix         | %            | Voix        | %           |  |
| -------------- | ------------------------------- | -------------- | ------------ | ------------ | ----------- | ----------- |  |
|                | François Missoffe sortant réélu | UDR (URP)      | 9 924        | 35,94        | 14 730      | 55,01       |  |
|                | Louis Régulier                  | PCF            | 5 966        | 21,6         | 11 910      | 44,48       |  |
|                | Jacques Gehan                   | MR             | 4 200        | 15,21        | 138         | 0,52        |  |
|                | Paule Dufour                    | PS (UGSD)      | 4 126        | 14,94        | Retrait     | Retrait     |  |
|                | Jean-Louis Juillard             | PSU            | 1 072        | 3,88         |             |             |  |
|                | Robert Trémollières             | Divers droite  | 808          | 2,93         |             |             |  |
|                | Marie-Noëlle Thomas             | Divers droite  | 591          | 2,14         |             |             |  |
|                | Jean Bastide                    | FN             | 448          | 1,62         |             |             |  |
|                | M. Samary                       | LCR            | 384          | 1,39         |             |             |  |
|                | Jean-Claude Darthy              | Divers droite  | 96           | 0,35         |             |             |  |
|                |                                 |                |              |              |             |             |  |
| Inscrits       | Inscrits                        | Inscrits       | 35 885       | 100,00       | 35 906      | 100,00      |  |
| Abstentions    | Abstentions                     | Abstentions    | 7 843        | 21,86        | 7 851       | 21,87       |  |
| Votants        | Votants                         | Votants        | 28 042       | 78,14        | 28 055      | 78,13       |  |
| Blancs et nuls | Blancs et nuls                  | Blancs et nuls | 427          | 1,52         | 1 277       | 4,55        |  |
| Exprimés       | Exprimés                        | Exprimés       | 27 615       | 98,48        | 26 778      | 95,45       |  |

Hélène Missoffe était la suppléante de François Missoffe. Elle le remplaça du 26 juillet 1974 au 1er mai 1977, quand François Missoffe fut nommé parlementaire en mission prolongée. Elle fut elle-même nommée membre du gouvernement le 29 mars 1977, et le siège resta vacant jusqu'aux élections de 1978.

### Élections de 1978
| Candidat       | Candidat             | Parti                 | Premier tour | Premier tour | Second tour | Second tour |  |
| Candidat       | Candidat             | Parti                 | Voix         | %            | Voix        | %           |  |
| -------------- | -------------------- | --------------------- | ------------ | ------------ | ----------- | ----------- |  |
|                | Hélène Missoffe élue | RPR                   | 12 480       | 46,4         | 14 903      | 55,42       |  |
|                | Colette Kahn         | PS                    | 5 297        | 19,7         | 11 987      | 44,58       |  |
|                | Louis Régulier       | PCF                   | 5 153        | 19,16        | Retrait     | Retrait     |  |
|                | Patrick Simonnet     | Écologie 78           | 1 156        | 4,3          |             |             |  |
|                | Jacques Sémelin      | PSU (FA)              | 673          | 2,5          |             |             |  |
|                | Serge Balassi        | Extrême droite (UFBS) | 381          | 1,42         |             |             |  |
|                | Pierre Brangeon      | FN                    | 358          | 1,33         |             |             |  |
|                | Michel Duran         | PSD                   | 286          | 1,06         |             |             |  |
|                | Philippe Courtinel   | PFN                   | 274          | 1,02         |             |             |  |
|                | Serge Barthélemy     | LO                    | 248          | 0,92         |             |             |  |
|                | André Macahie        | Divers droite (RUC)   | 241          | 0,9          |             |             |  |
|                | Jacques Pomeranz     | LCR (PSPT)            | 198          | 0,74         |             |             |  |
|                | Étienne Tarride      | FRP                   | 79           | 0,29         |             |             |  |
|                | Ani Leroy            | Divers (Chrétiens)    | 69           | 0,26         |             |             |  |
|                | Jean-Louis Chossart  | Divers droite (UNMP)  | 2            | 0,01         |             |             |  |
|                |                      |                       |              |              |             |             |  |
| Inscrits       | Inscrits             | Inscrits              | 35 119       | 100,00       | 35 119      | 100,00      |  |
| Abstentions    | Abstentions          | Abstentions           | 7 962        | 22,67        | 7 732       | 22,02       |  |
| Votants        | Votants              | Votants               | 27 157       | 77,33        | 27 387      | 77,98       |  |
| Blancs et nuls | Blancs et nuls       | Blancs et nuls        | 262          | 0,96         | 497         | 1,81        |  |
| Exprimés       | Exprimés             | Exprimés              | 26 895       | 99,04        | 26 890      | 98,19       |  |

Jean-Marc Casso, ingénieur, était le suppléant d'Hélène Missoffe.

### Élections législatives de 1981
| Candidat       | Candidat                        | Parti             | Premier tour | Premier tour | Second tour | Second tour |  |
| Candidat       | Candidat                        | Parti             | Voix         | %            | Voix        | %           |  |
| -------------- | ------------------------------- | ----------------- | ------------ | ------------ | ----------- | ----------- |  |
|                | Hélène Missoffe sortante réélue | RPR (UNM)         | 9 908        | 48,33        | 11 383      | 52,45       |  |
|                | Colette Kahn                    | PS                | 7 012        | 34,20        | 10 321      | 47,55       |  |
|                | Jean-Louis Faure                | PCF               | 2 074        | 10,11        |             |             |  |
|                | Serge Balassi                   | FN                | 495          | 2,41         |             |             |  |
|                | Ir. Bellenger                   | Divers écologiste | 492          | 2,40         |             |             |  |
|                | Christian Norgé                 | PSU               | 311          | 1,51         |             |             |  |
|                | Annick Cottereau                | LO                | 209          | 1,02         |             |             |  |
|                |                                 |                   |              |              |             |             |  |
| Inscrits       | Inscrits                        | Inscrits          | 32 218       | 100,00       | 32 218      | 100,00      |  |
| Abstentions    | Abstentions                     | Abstentions       | 11 555       | 35,87        | 10 276      | 31,9        |  |
| Votants        | Votants                         | Votants           | 20 663       | 64,13        | 21 942      | 68,1        |  |
| Blancs et nuls | Blancs et nuls                  | Blancs et nuls    | 162          | 0,78         | 238         | 1,08        |  |
| Exprimés       | Exprimés                        | Exprimés          | 20 501       | 99,22        | 21 704      | 98,92       |  |

Jean-Marc Casso était le suppléant d'Hélène Missoffe.